# 131. peruť (Izrael)
131. peruť (hebrejsky טייסת 131‎) Izraelského vojenského letectva, také známá jako Žlutí ptáci, je perutí vybavenou transportními letouny Lockheed C-130E a tankovacími stroji KC-130H, dislokovanou na základně Nevatim.